# Abul-Abbas
Abul-Abbas (Califato abasí; c. 770 - Reino de los francos; 810) fue un elefante asiático, el primer elefante del que se sabe que estuvo en el norte de Europa, propiedad del emperador Carlomagno.

## Historia
El primer elefante del que se sabe que estuvo en el norte de Europa fue Abul-Abbas, un elefante asiático que el emperador Carlomagno recibió como regalo de parte del califa de Bagdad Harún al-Rashid en el año 798. Abul-Abbas era un elefante blanco, un regalo impresionante y poco común.
La travesía de Abul-Abbas desde el Califato Abasí —o también denominado Imperio— hacia Europa empezó en un viaje por el mar Mediterráneo en un barco que desembarcó en Porto Venere (Italia) en octubre del año 801. El elefante y su mahout —persona que conduce el elefante—, un judío del Norte de África llamado Isaac, pasaron el invierno en Vercelli, y en la primavera empezaron la marcha a través de los Alpes, hasta llegar a la residencia del emperador en Aquisgrán (Alemania), el primero de julio de 802. En otras fuentes, se dice que tras conocer al proboscídeo brevemente en Italia, a este lo volvieron a embarcar rumbo a Pisa y después a Marsella, desde donde remontaría los valles del Ródano y Saona, atravesó Lorena (entonces Austrasia) haciendo un alto en Metz. En esta versión, el mahout Isaac es acompañado de un séquito que será recibido en todos los altos del camino para admirar a la bestia.
En 804 el rey Godofredo I de Dinamarca atacó la ciudad de Reric —actualmente Lübeck—, una aldea comercial cerca de Dinamarca, e hizo que la gente se fuera a la nueva aldea comercial de Hedeby; su meta era asegurar la cuota danesa en el comercio de los países del norte. Carlomagno movilizó a sus tropas contra los daneses y envió a su elefante a unirse a la batalla.
La residencia habitual de Abul-Abbas se encontró en la casa de bestias del Palacio de Aquisgrán, donde Carlomagno llegó a tener animales exóticas de todo tipo: Leones, panteras, osos, monos...
En 810, cuando tenía cuatro décadas o un poco más, Abul-Abbas murió de neumonía, probablemente después de haber nadado en el Rin.